# 萨拉·西蒙斯
萨拉·西蒙斯（英語：Sarah Simmons，1972年2月10日—），美国女子赛艇运动员。她曾代表美国参加世界赛艇锦标赛，获得一枚金牌和一枚铜牌，均来自女子轻量级四人单桨无舵手项目。